# Passiflora arborea
Passiflora arborea  je biljka iz porodice Passifloraceae. Domovina joj je Ekvador, Panama i Kolumbija. 
Sinonimi su:
- Astrophea glauca M. Roem.
- Passiflora glauca Bonpl.

## Vanjske poveznice
|  | Zajednički poslužitelj ima još gradiva o temi Passiflora arborea |
|  | Wikivrste imaju podatke o taksonu Passiflora magnoliifolia       |